# DEEP SKY
『DEEP SKY』（ディープ・スカイ）は松井常松5枚目のアルバム。1995年10月25日に東芝EMI/EASTWORLDから発売された。

## 解説
同じベーシストの小原礼が全曲の編曲・共同プロデュースを行った本作は表題曲「DEEP SKY」を除いて森雪之丞と共同で作詞で行った。プログラマーにBOØWY以来となる松武秀樹の他、布袋寅泰、高橋幸宏、山本恭司等、多彩ゲストを迎えて制作された。「Divinations」は長野智子と神谷明がナレーションで参加した。11月よりクラブサーキットによる、本作の全国ツアー「BLACK AND WHITE」を行った。

## 収録曲
全作詞：森雪之丞・松井常松／松井常松（4）
全作曲：松井常松　全編曲：小原礼
1. Party,Dandy,Candy（3:19）
2. Picaresque（3:55）
3. SCIENCE（3:35）
4. DEEP SKY（4:49）
5. LAST ANGEL（4:24）
6. Divinations（4:36）
7. 青空が眩しくて僕は立ち眩む（5:26）
8. Cold Rain（5:55）（ストリングスアレンジ：サイモン・ヘイル）

## 参加ミュージシャン
- 松井常松 - ボーカル、ベース
  - 小原礼 - キーボード、ベース、パーカッション
  - 佐橋佳幸 - ギター
  - 布袋寅泰 - ギター
  - 高橋幸宏 - ドラム
  - 山木秀夫 - ドラム
  - 山本拓夫 - サックス
  - スティーヴ エトウ - パーカッション
  - 神谷明 - ナレーション
  - 長野智子 - ナレーション